# 弗羅茨瓦夫的孔蒂

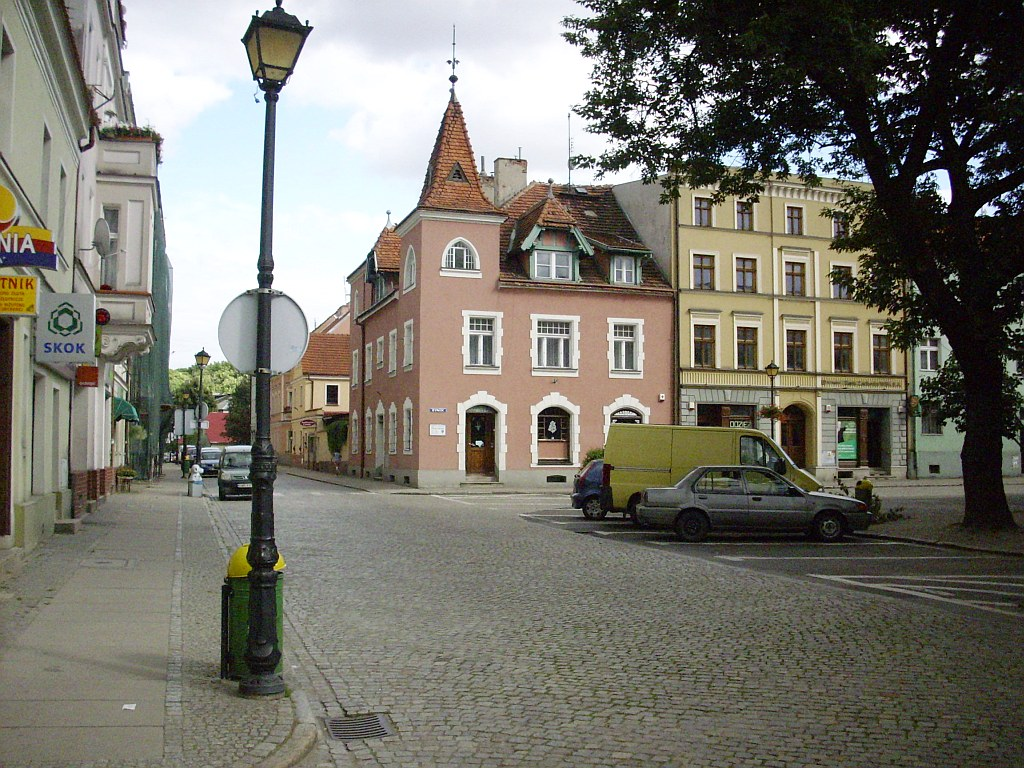

弗羅茨瓦夫的孔蒂是波蘭的城鎮，位於該國西部，距離首府弗罗茨瓦夫約22公里，由下西里西亞省負責管轄，面積6.35平方公里，海拔高度138米，2006年人口5,418。

## 外部連結
- Official town website （页面存档备份，存于）
- Non-official website （页面存档备份，存于）

51°02′N 16°46′E / 51.033°N 16.767°E